# Stimmkreis Donau-Ries
Der Stimmkreis Donau-Ries ist einer von rund 90 Stimmkreisen bei Wahlen zum Bayerischen Landtag und zu den Bezirkstagen sowie bei Volksentscheiden. Er gehört zum Wahlkreis Schwaben.
Mindestens seit der Landtagswahl 2003 umfasst er den Landkreis Donau-Ries.

## Landtagswahl 2023
Zur Landtagswahl 2023 traten folgende Parteien und Direktkandidaten im Stimmkreis Donau-Ries an und erzielten folgende Ergebnisse:
| Nr. | Direktkandidat       | Partei           | Erststimmen in % | Gesamtstimmen in % |
| --- | -------------------- | ---------------- | ---------------- | ------------------ |
| 1   | Wolfgang Fackler     | CSU              | 41,4             | 40,9               |
| 2   | Eva Lettenbauer      | GRÜNE            | 10,7             | 9,6                |
| 3   | Michael Bosse        | Freie Wähler     | 18,3             | 19,2               |
| 4   | Markus Striedl       | AfD              | 15,5             | 16,1               |
| 5   | Georg Wiedemann      | SPD              | 6,4              | 6,2                |
| 6   | Tim Pascal Ludwig    | FDP              | 2,1              | 2,2                |
| 7   | Manfred Seel         | LINKE            | 1,2              | 1,1                |
| 8   | Justin Nikolai Ebert | BP               | 0,6              | 0,7                |
| 9   | Johannes Thum        | ÖDP              | 1,3              | 1,3                |
| 10  | -                    | Die PARTEI       | -                | 0,4                |
| 11  | -                    | Tierschutzpartei | -                | 0,4                |
| 12  | Tanja Kretzschmar    | V-Partei³        | 0,4              | 0,3                |
| 13  | Isabel Graumann      | dieBasis         | 2,1              | 1,6                |

## Landtagswahl 2018
Bei der Landtagswahl 2018 waren im Stimmkreis 100.078 Einwohner wahlberechtigt. Die Wahl hatte folgendes Ergebnis:
| Direktkandidat      | Partei       | Erststimmen | Gesamtstimmen | Differenz Gesamtstimmen gegenüber 2013 (%p) |
| ------------------- | ------------ | ----------- | ------------- | ------------------------------------------- |
| Wolfgang Fackler    | CSU          | 46,1 %      | 45,6 %        | −7,1 %                                      |
| Eva Lettenbauer     | GRÜNE        | 14,1 %      | 13,4 %        | +6,3 %                                      |
| Stephan Stieglauer  | FREIE WÄHLER | 10,3 %      | 11,3 %        | +4,1 %                                      |
| Ulrich Singer       | AfD          | 10,6 %      | 10,4 %        | +10,4 %                                     |
| Georg Wiedemann     | SPD          | 9,7 %       | 8,8 %         | −8,5 %                                      |
| Mark Tanner         | FDP          | 3,4 %       | 3,5 %         | +1,2 %                                      |
| Tobias Himpenmacher | DIE LINKE    | 2,4 %       | 2,5 %         | −0,4 %                                      |
| Johannes Thum       | ÖDP          | 1,6 %       | 1,9 %         | +0,1 %                                      |
| Günter Höpfinger    | BP           | 1,4 %       | 1,6 %         | −0,3 %                                      |
| Eva-Marie Springer  | V-Partei³    | 0,4 %       | 0,4 %         | +0,4 %                                      |
| -                   | PARTEI       | X           | 0,3 %         | +0,3 %                                      |
| -                   | PIRATEN      | X           | 0,2 %         | −1,1 %                                      |
| -                   | LKR          | X           | 0,1 %         | +0,1 %                                      |
| -                   | mut          | X           | 0,1 %         | +0,1 %                                      |

## Landtagswahl 2013
Die Wahlbeteiligung der 99.699 Wahlberechtigten im Stimmkreis betrug 64,7 Prozent, bei einem Landesdurchschnitt von 63,9 Prozent war dies Rang 34 unter den 90 Stimmkreisen. Das Direktmandat ging an Wolfgang Fackler (CSU).
| Direktkandidat               | Partei       | Erststimmen | Gesamtstimmen | Gesamtstimmen ggü. Bayern (%p) | Gesamtstimmen ggü. 2008 (%p) |
| ---------------------------- | ------------ | ----------- | ------------- | ------------------------------ | ---------------------------- |
| Wolfgang Fackler             | CSU          | 52,8 %      | 52,7 %        | +5,0 %                         | −0,2 %                       |
| Marion Segnitzer             | SPD          | 17,4 %      | 17,3 %        | −3,3 %                         | +2,2 %                       |
| Bernd Horst                  | FREIE WÄHLER | 8,3 %       | 7,2 %         | −1,8 %                         | −0,5 %                       |
| Ursula Kneißl-Eder           | GRÜNE        | 6,1 %       | 7,1 %         | −1,5 %                         | +0,9 %                       |
| Fridolin Fluhr               | FDP          | 2,0 %       | 2,3 %         | −1,0 %                         | −4,3 %                       |
| Michael Rößle                | DIE LINKE    | 2,6 %       | 2,9 %         | +0,8 %                         | −2,2 %                       |
| Johannes Thum                | ÖDP          | 2,1 %       | 1,9 %         | −0,1 %                         | −0,9 %                       |
| Robert Lieb                  | REP          | 0,6 %       | 0,7 %         | −0,3 %                         | −0,5 %                       |
| Alexander Feyen              | NPD          | 1,2 %       | 1,1 %         | X                              | +0,1 %                       |
| Werner Link                  | BP           | 2,2 %       | 1,9 %         | −0,2 %                         | +0,9 %                       |
| Keine Teilnahme im Wahlkreis | DIE FREIHEIT | X           | X             | X                              | X                            |
| Regina Thum-Ziegler          | FRAUENLISTE  | 3,3 %       | 3,7 %         | X                              | X                            |
| Cagatay Özbay                | PIRATEN      | 1,3 %       | 1,2 %         | −0,8 %                         | X                            |

## Landtagswahl 2008
Beu der Landtagswahl 2008 waren im Stimmkreis 98.769 Einwohner wahlberechtigt. Die Wahlbeteiligung betrug 61,3 %. Die Wahl hatte folgendes Ergebnis:
| Direktkandidat     | Partei                | Erststimmen in % | Gesamtstimmen in % | Veränderung der Gesamtstimmen im Vergleich zur Landtagswahl 2003 in % |
| ------------------ | --------------------- | ---------------- | ------------------ | --------------------------------------------------------------------- |
| Georg Schmid       | CSU                   | 52,9             | 52,9               | - 19,3                                                                |
| Ursula Straka      | SPD                   | 15,5             | 15,1               | - 0,9                                                                 |
| Rudolf Koukol      | Bündnis 90/Die Grünen | 5,8              | 6,2                | + 1,4                                                                 |
| Petra Wengert      | Freie Wähler          | 7,0              | 7,5                | + 6,5                                                                 |
| Thomas Schmelmer   | FDP                   | 6,9              | 6,6                | + 4,9                                                                 |
| Maximilian Brenner | REP                   | 1,2              | 1,2                | - 0,1                                                                 |
| Andreas Becker     | ödp                   | 3,2              | 2,8                | + 0,9                                                                 |
| Andreas Kneißl     | BP                    | 1,1              | 1,0                | + 0,5                                                                 |
| -                  | BüSo                  | -                | -                  | 0,0                                                                   |
| Manfred Seel       | Die Linke             | 5,5              | 5,1                | + 5,1                                                                 |
| Benjamin Blümel    | NPD                   | 1,0              | 1,0                | + 1,0                                                                 |
| -                  | RRP                   | -                | 0,4                | + 0,4                                                                 |